# William de Estdene
William de Estdene foi o arquidiácono de Lewes na Inglaterra durante 1316. Ele foi precedido por John Geytentun e seguido por Thomas de Codelowe.